# Heliophisma croceipennis
Heliophisma croceipennis là một loài bướm đêm trong họ Erebidae.